# Gangubai Kothewali
Gangubai Harjeevandas, hay được biết đến với cái tên Gangubai Kothewali hay Gangubai Kathiawadi, là một nhà hoạt động xã hội người Ấn Độ, gái điếm và tú bà của một nhà thổ ở khu vực Kamathipura của Mumbai trong những năm 1960. Gangubai đã làm rất nhiều việc cho gái mại dâm và vì hạnh phúc của trẻ mồ côi. Gangubai Kothewali dần dần kết thúc việc điều hành nhà thổ của riêng mình và được biết là cũng đã vận động hành lang cho quyền của gái mại dâm.